# Leptobrachium ailaonicum
Leptobrachium ailaonicum är en groddjursart som först beskrevs av Yang, Chen, Ma in Yang, Ma, Chen och Li 1983.  Leptobrachium ailaonicum ingår i släktet Leptobrachium och familjen Megophryidae. IUCN kategoriserar arten globalt som starkt hotad. Inga underarter finns listade i Catalogue of Life.